# Lijst van burgemeesters van Duiveland
Dit is een lijst van burgemeesters van de voormalige Nederlandse gemeente Duiveland in de provincie Zeeland van de oprichting op 1 januari 1961 tot de opheffing op 1 januari 1997. Sindsdien hoort Duiveland bij gemeente Schouwen-Duiveland.
| Ambtsperiode            | Naam burgemeester       | Partij of stroming | Bijzonderheden                             |
| ----------------------- | ----------------------- | ------------------ | ------------------------------------------ |
| 1961 - 1969             | Adrianus Arie van Eeten | ARP                | sinds 1934 al burgemeester van Nieuwerkerk |
| 1969 - 1979             | Jacobus Dingenus de Kam | CHU                | eerder burgemeester van Waarde             |
| 1979 - 1986             | J. (Jan) van Bommel     | CHU / CDA          | later burgemeesters van Kapelle            |
| 1987 - 1994             | A. (Ad) Bergshoeff      | CDA                |                                            |
| 1994 - 31 december 1996 | G. (Gijsbertus) Hokken  | CDA                | Waarnemend                                 |